# Gomilsko
Gomilsko este o localitate din comuna Braslovče, Slovenia, cu o populație de 357 de locuitori.